# Milan Janić
Milan Janić (n. 14 iunie 1957, Bačka Palanka, RP Serbia, RSF Iugoslavia – d. 1 ianuarie 2003, Belgrad, Iugoslavia) a fost un caiacist ce a reprezentat Serbia, medaliat olimpic. A participat la 2 ediții ale Jocurilor Olimpice (1980, 1984) în care a câștigat o medalie de argint.